# Klaus Garten

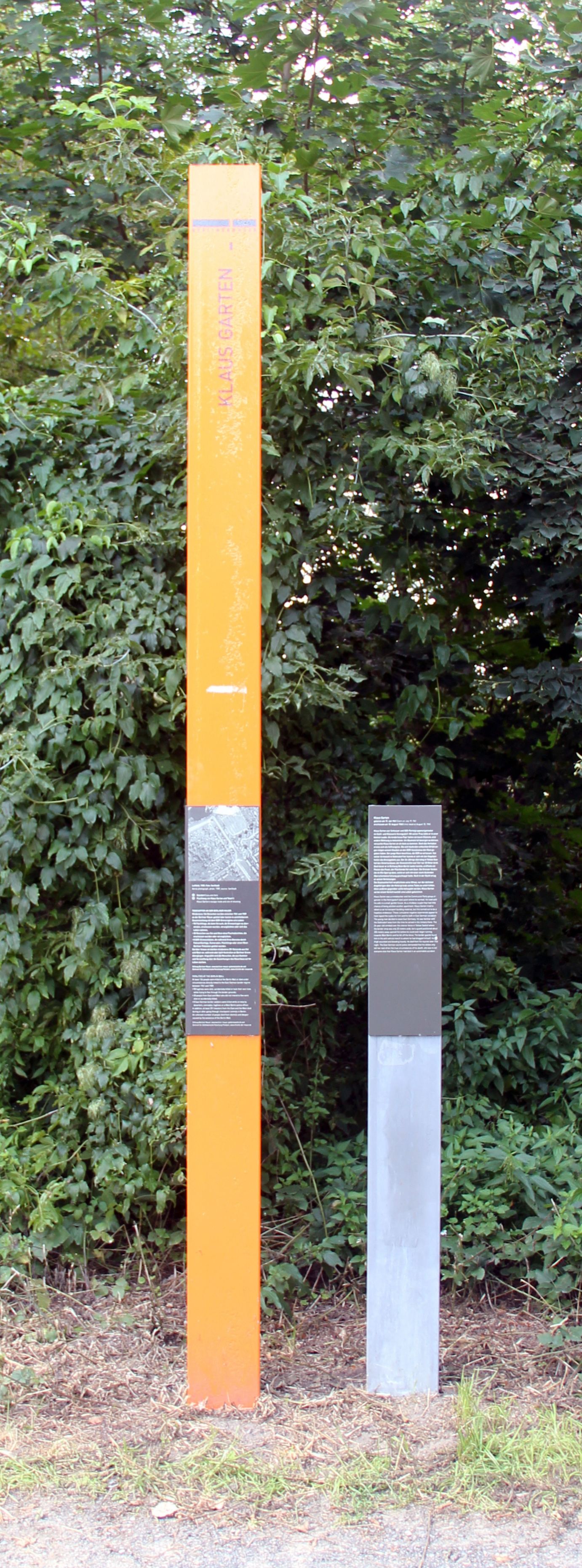
Gedenktafel, Paul-Gerhardt-Straße, in Teltow

Klaus Garten (* 19. Juli 1941 in Radeberg; † 18. August 1965 in Berlin) war ein Todesopfer an der Berliner Mauer. Ein Angehöriger der Grenztruppen der DDR erschoss ihn bei einem Fluchtversuch.

## Leben
Er wuchs bei seiner Mutter und deren zweitem Mann – sein Vater fiel im Zweiten Weltkrieg – in seiner Geburtsstadt auf. Nach der Schule absolvierte er eine Lehre zum Karosserieklempner. Von 1959 bis 1962 leistete er Dienst bei der Nationalen Volksarmee, die ihn in Stahnsdorf stationierte. Mit seiner Freundin zog er nach dem Militärdienst in eine Gartenlaube in ihrem Heimatort Schmachtenhagen. Er arbeitete dort als Schlosser in einem Zweigbetrieb des VEB Stahl- und Walzwerk Hennigsdorf und war in der SED aktiv. Wegen dieses Engagements wurde er in der Belegschaft des Betriebs ausgegrenzt. Seine private Situation verschaffte ihm zusätzliches Unbehagen. Als kinderloses Paar hatten er und seine Frau keine Aussicht, eine Wohnung zugewiesen zu bekommen. Baumaterialien für einen Ausbau ihrer Laube waren knapp und für sie – mangels Transportmitteln – nicht erreichbar. Auf ein neues Auto hätten sie zehn Jahre warten müssen und gebrauchte Wagen waren zu teuer. So beschlossen sie einen Unfallwagen zu kaufen, den Klaus Garten wieder herrichten wollte.
Am 17. August 1965 fuhr er nach Teltow, um dort nach einem Unfallwagen zu suchen. Als auch dort keine Aussicht auf Erfolg bestand, beschloss Klaus Garten, die DDR zu verlassen. Er begab sich in den Teltower Ortsteil Seehof, den er noch aus seiner Armeezeit kannte. Dort kletterte er gegen 21 Uhr über den hinteren Zaun der Grenzanlagen. Dabei wurde er von einem 200 Meter entfernten Grenzsoldaten entdeckt, der drei Schüsse auf den Flüchtenden abgab und ihn in den Oberschenkel traf. Eine Gruppe von Grenzern fand ihn später im Kfz-Graben der Grenze liegen. Um eine Entdeckung durch anwesende West-Berliner Polizisten zu verhindern, schafften sie Klaus Garten nicht in ein Krankenhaus, sondern versteckten sich ebenfalls. Gegen 21.50 Uhr transportierten sie ihn eingehüllt in eine Zeltplane, und somit für West-Berliner nicht sichtbar, ab. Schließlich brachten sie den notdürftig Verbundenen in das eine Stunde entfernt liegende Haftkrankenhaus des Ministeriums für Staatssicherheit in Hohenschönhausen. Dort erlag er infolge des hohen Blutverlusts am nächsten Tag seinen Verletzungen.
Die Leiche von Klaus Garten wurde am 20. August 1965 im Krematorium Berlin-Baumschulenweg eingeäschert, die sterblichen Überreste kurz darauf auf dem Friedhof von Schmachtenhagen beigesetzt.
Gegen den mutmaßlichen Todesschützen wurde nach der Wende ermittelt, der Mauerschützenprozess jedoch eingestellt, weil ihm nur ein Warnschuss nachgewiesen werden konnte.